# Enophrys taurina
Enophrys taurina és una espècie de peix pertanyent a la família dels còtids que habita al Pacífic oriental central: des de San Francisco fins a l'illa Santa Catalina (Califòrnia). És un peix marí, demersal i de clima temperat (38°N-33°N) que viu entre 11 i 256 m de fondària. Fa 17 cm de llargària màxima.
És inofensiu per als humans.